# 폴리스 아카데미 7 - 모스크바 임무
폴리스 아카데미 7 - 모스크바 임무(Police Academy: Mission To Moscow)는 미국에서 제작된 앨런 미터 감독의 1994년 코미디 영화이다. 조지 게인스 등이 주연으로 출연하였고 폴 마스랜스키 등이 제작에 참여하였다.

## 출연

### 주연
- 조지 게인스 - 에릭 라사드 치안정감 역
- 마이클 윈슬로우 - 라벨 존스 경사 역
- 데이비드 그라프 - 유진 태클베리 경사 역
- 레슬리 이스터브룩 - 데비 캘라한 경감 역
- G.W. 베일리 - 세듀스 해리스 경감 역
- 크리스토퍼 리
- 론 펄먼

### 조연
- 클레어 폴라니
- 찰리 슈래터
- 리처드 이스라엘
- 그렉 버거
- 파멜라 게스트
- 스튜어트 니스벳
- 데이빗 세인트 제임스

## 한국어 더빙 성우진(KBS, 2000년 4월 8일)
- 김현직 - 라사드 학장 (조지 게인스)
- 김소형 - 존스 (마이클 윈슬로우)
- 이재용 - 태클베리 (데이비드 그라프)
- 이연희 - 캘러헌 (레슬리 이스터브룩)
- 노민 - 해리스 반장 (G.W. 베일리)
- 박상일 - 라코프 (크리스토퍼 리)
- 설영범 - 코날리 (론 펄먼)
- 유남희 - 카트리나 (클레어 폴라니)
- 김민석 - 코너스 (찰리 슈래터)
- 이재명 - 샤프 (리처드 이스라엘)
- 장승길 - 탈린스키 (그렉 버거)
- 박규웅
- 이용순
- 조영호

## 제작진
- 공동제작: 도널드 L. 웨스트
- 미술: 프레더릭 C. 웨일러
- 배역: 멜리사 스코프